# Neuvy-sur-Barangeon
Neuvy-sur-Barangeon és un municipi francès, situat al departament de Cher i a la regió de Centre – Vall del Loira. L'any 2007 tenia 1.241 habitants.

## Demografia

### Població
El 2007 la població de fet de Neuvy-sur-Barangeon era de 1.241 persones. Hi havia 550 famílies, de les quals 176 eren unipersonals (72 homes vivint sols i 104 dones vivint soles), 215 parelles sense fills, 135 parelles amb fills i 24 famílies monoparentals amb fills.
La població ha evolucionat segons el següent gràfic:
Habitants censats

### Habitatges
El 2007 hi havia 741 habitatges, 553 eren l'habitatge principal de la família, 129 eren segones residències i 59 estaven desocupats. 722 eren cases i 16 eren apartaments. Dels 553 habitatges principals, 394 estaven ocupats pels seus propietaris, 136 estaven llogats i ocupats pels llogaters i 23 estaven cedits a títol gratuït; 3 tenien una cambra, 33 en tenien dues, 127 en tenien tres, 160 en tenien quatre i 230 en tenien cinc o més. 398 habitatges disposaven pel capbaix d'una plaça de pàrquing. A 260 habitatges hi havia un automòbil i a 225 n'hi havia dos o més.

### Piràmide de població
La piràmide de població per edats i sexe el 2009 era:
| Homes | Edats   | Dones |
| ----- | ------- | ----- |
| 0     | 95 o +  | 8     |
| 4     | 90 a 94 | 8     |
| 24    | 85 a 89 | 40    |
| 8     | 80 a 84 | 24    |
| 36    | 75 a 79 | 52    |
| 32    | 70 a 74 | 20    |
| 28    | 65 a 69 | 28    |
| 32    | 60 a 64 | 44    |
| 60    | 55 a 59 | 16    |
| 36    | 50 a 54 | 68    |
| 40    | 45 a 49 | 32    |
| 12    | 40 a 44 | 28    |
| 60    | 35 a 39 | 32    |
| 20    | 30 a 34 | 36    |
| 44    | 25 a 29 | 24    |
| 24    | 20 a 24 | 16    |
| 24    | 15 a 19 | 8     |
| 36    | 10 a 14 | 32    |
| 44    | 5 a 9   | 20    |
| 24    | 0 a 4   | 28    |

## Economia
El 2007 la població en edat de treballar era de 733 persones, 486 eren actives i 247 eren inactives. De les 486 persones actives 443 estaven ocupades (237 homes i 206 dones) i 43 estaven aturades (18 homes i 25 dones). De les 247 persones inactives 126 estaven jubilades, 49 estaven estudiant i 72 estaven classificades com a «altres inactius».

### Ingressos
El 2009 a Neuvy-sur-Barangeon hi havia 552 unitats fiscals que integraven 1.186,5 persones, la mediana anual d'ingressos fiscals per persona era de 17.239 €.

### Activitats econòmiques
Dels 57  establiments que hi havia el 2007, 2 eren d'empreses extractives, 1 d'una empresa alimentària, 1 d'una empresa de fabricació de material elèctric, 3 d'empreses de fabricació d'altres productes industrials, 10 d'empreses de construcció, 9 d'empreses de comerç i reparació d'automòbils, 4 d'empreses de transport, 8 d'empreses d'hostatgeria i restauració, 2 d'empreses financeres, 2 d'empreses immobiliàries, 10 d'entitats de l'administració pública i 5 d'empreses classificades com a «altres activitats de serveis».
Dels 20 establiments de servei als particulars que hi havia el 2009, 1 era una gendarmeria, 1 oficina de correu, 1 una oficina bancària, 2 funeràries, 2 tallers de reparació d'automòbils i de material agrícola, 1 paleta, 3 guixaires pintors, 2 fusteries, 2 lampisteries, 1 electricista, 1 empresa de construcció, 1 perruqueria, 1 restaurant i 1 agència immobiliària.
Dels 6 establiments comercials que hi havia el 2009, 1 era una botiga de més de 120 m², 1 una botiga de menys de 120 m², 1 una fleca, 1 una peixateria, 1 una sabateria i 1 una joieria.
L'any 2000 a Neuvy-sur-Barangeon hi havia 3 explotacions agrícoles.

## Equipaments sanitaris i escolars
L'únic equipament sanitari que hi havia el 2009 era una farmàcia.
El 2009 hi havia una escola elemental.

## Poblacions més properes
El següent diagrama mostra les poblacions més properes.